# Starlux
Starlux fue una empresa italiana dedicada a los productos alimentarios, especialmente en sopas y pastillas de caldos, siendo competencia de Gallina Blanca. También eran marcas suyas Nocilla y tomate frito Starlux.

## Productos que englobó Starlux
- Nocilla
- Caldo concentrado
- Tomate frito Starlux
- Tomator
- Infusiones "sueños de oro"

La marca Starlux previamente fue propiedad del grupo italiano Star, fabricante de otras marcas como Grand'Italia. Bajo esta marca se producían fundamentalmente caldos, y tomate frito.
Starlux es una marca utilizada por el Grupo Star de Italia para la venta de productos principalmente de tomate frito y caldos. Este grupo también comercializa otras marcas como Grand'Italia. A mediados de los años 90 la empresa fue comprada por Knorr. En los inicios del siglo XXI la empresa se fusiona con el Grupo Gallina Blanca, por lo que la marca Starlux fue sustituida por los caldos de Gallina Blanca, Avecrem, y las salsas de tomate por salsas Gallina Blanca, quedando para Italia las marcas tradicionales del Grupo Star.

## Enlaces de interés
- Historia de las grandes Empresas de Alimentación Española

- Datos: Q6133797